# صوص الماشروم

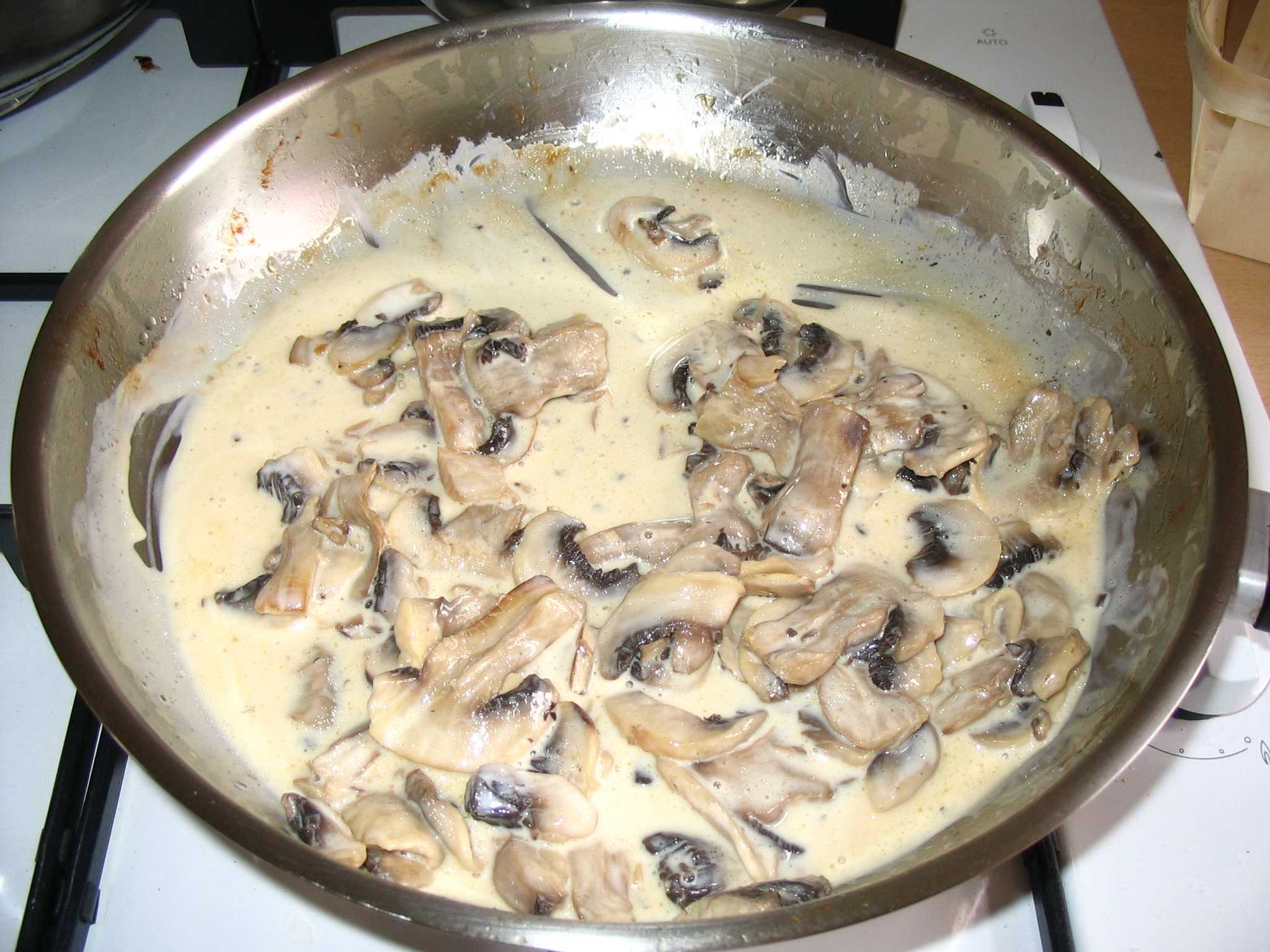
صلصة الفطر بالكريمة

صلصة الفطر هي صلصة بيضاء أو بنية محضرة باستخدام الفطر كمكون أساسي. يمكن تحضيره بأشكال مختلفة باستخدام مكونات متنوعة، ويستخدم في مجموعة متنوعة من الأطعمة.

## نظرة عامة

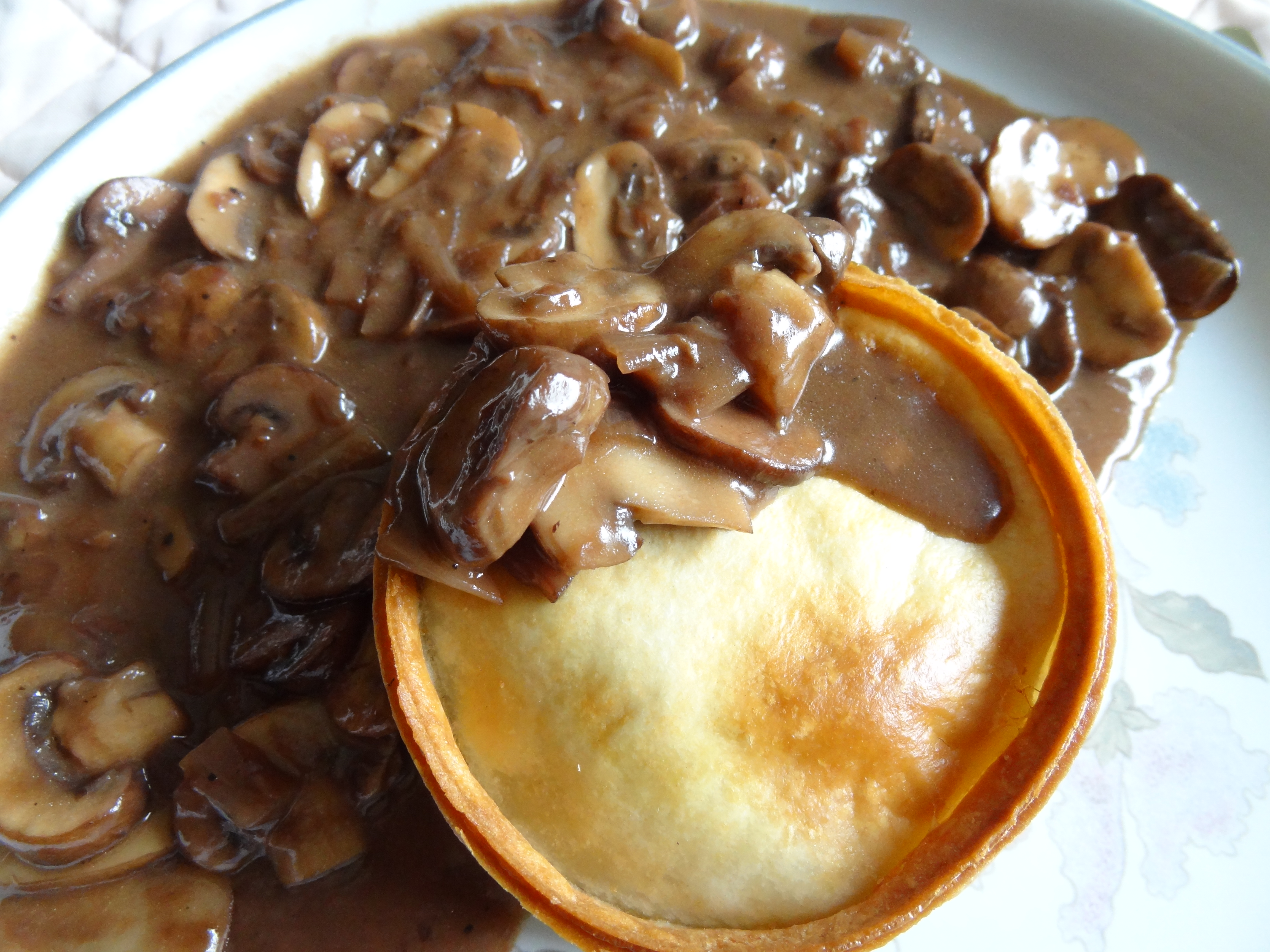
صلصة الفطر البنية المصاحبة لفطيرة اللحم الاسكتلندية

في الطهي، صلصة الفطر هي الصلصة مع الفطر كمكون أساسي. غالبًا ما تحتوي على كريمة،  يمكن تقديمها مع لحم العجل والدجاج والدواجن والمعكرونة وغيرها من الأطعمة مثل الخضروات.    تشير بعض المصادر أيضًا إلى اقتران صلصة الفطر بالسمك.
مصنوع من الفطر والزبدة والقشدة أو زيت الزيتون، والنبيذ الأبيض (قد يستخدم النبيذً الأحمر) والفلفل مع مجموعة متنوعة من الأشكال المختلفة الممكنة مع مكونات إضافية مثل الكراث والثوم وعصير الليمون والدقيق (لشد الصلصة أي جعلها أكثر كثافة بدلا من مائية خفيفة) أو مرقة الدجاج أو الزعفران أو الريحان أو البقدونس أو غيرها من الأعشاب.
يمكن أيضًا تحضير صلصة الفطر كصلصة بنية.  يمكن استخدام الفطر المعلب لتحضير الصلصة.

## طريقة التحضير
يقطع الماشروم إلى شرائح وتنعم الثومة والبصل. يوضع بعض زيت الزيتون مع بعض الزبدة في المقلاة كما يمكن استخدام احدهما فقط: الزيت أو الزبدة. يقلى الماشروم حتى ياخذ اللون الذهبي ثم يوضع البصل ثم الثوم بعده بدقيقة. عندما يحمر البصل يضاف مرق اللحم (الديمي غلاس) ثم الكريمة بمقدار 1 إلى 3. يضاف الملح. كما يمكن ان يضاف البقدونس أو الزعتر وغيرها من الاعشاب.

## التاريخ
تم طهي صلصات الفطر لمئات السنين. يتضمن كتاب طبخ عام 1864 وصفتين.
كان رئيس الولايات المتحدة دوايت دي أيزنهاور من محبي شرائح اللحم، مولعا بصلصة الفطر.

## صالة عرض

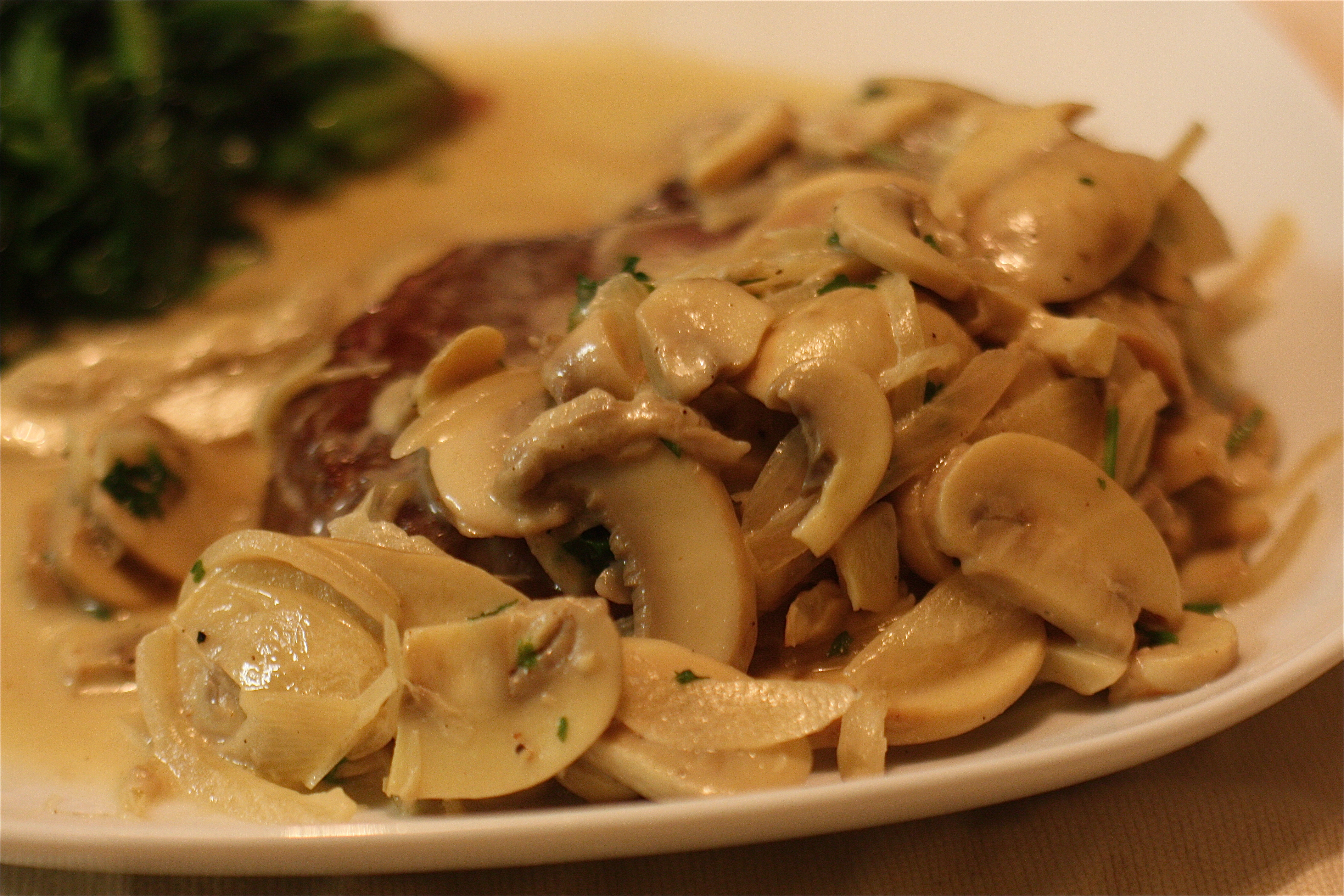
سمك فيليه مع صلصة الفطر
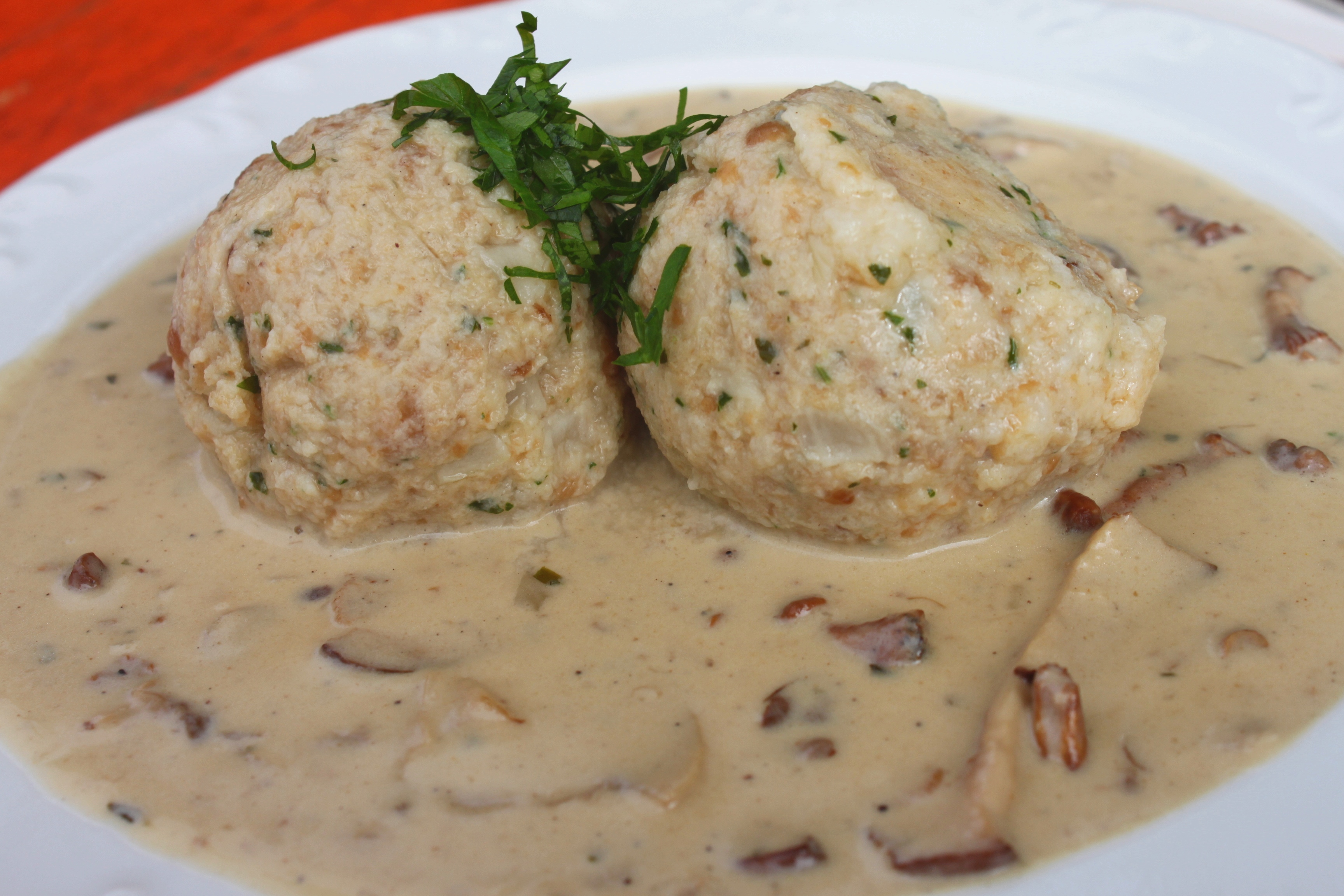
Semmelknödel مع صلصة الفطر
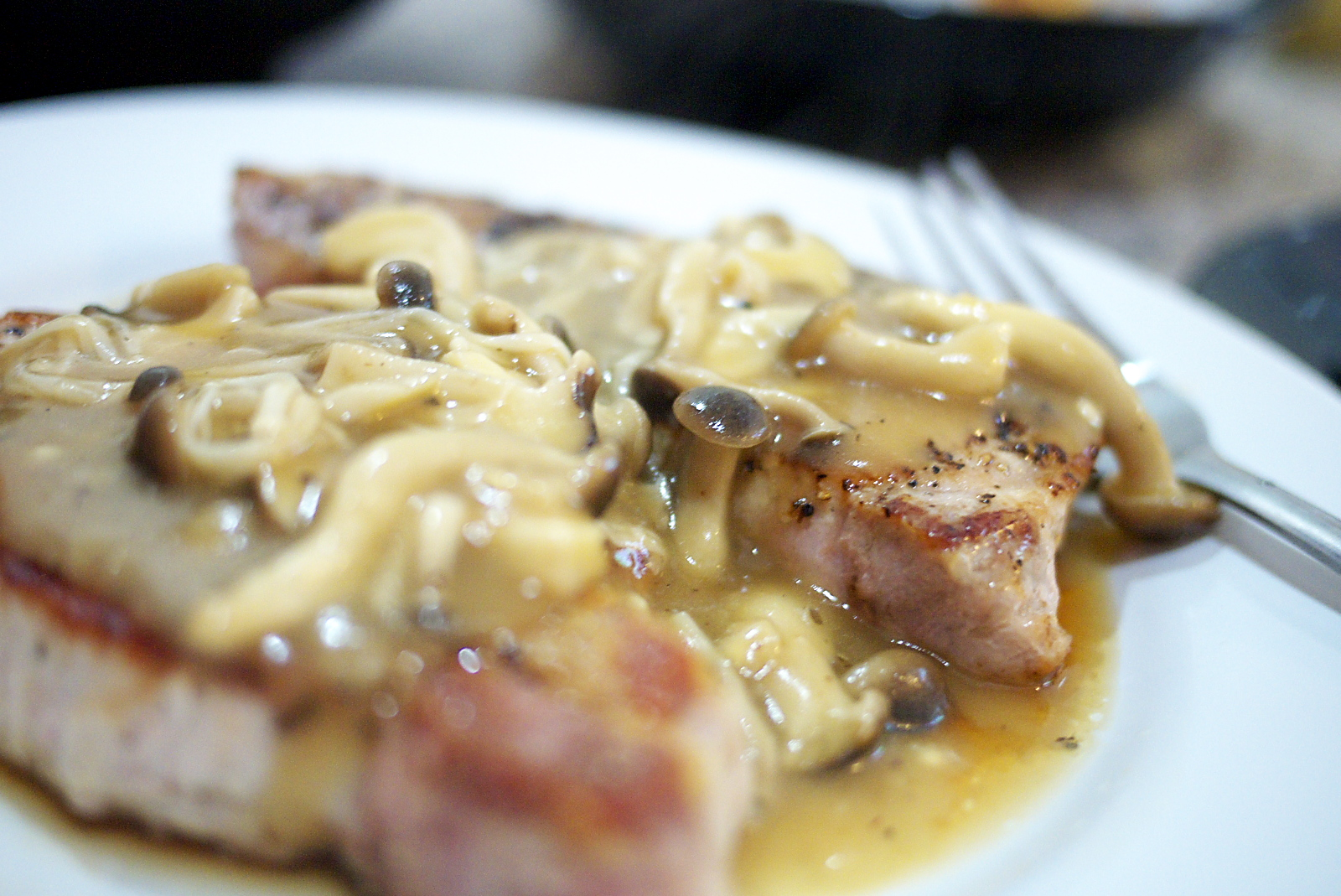
لحم الخنزير المشوي مع صلصة الفطر
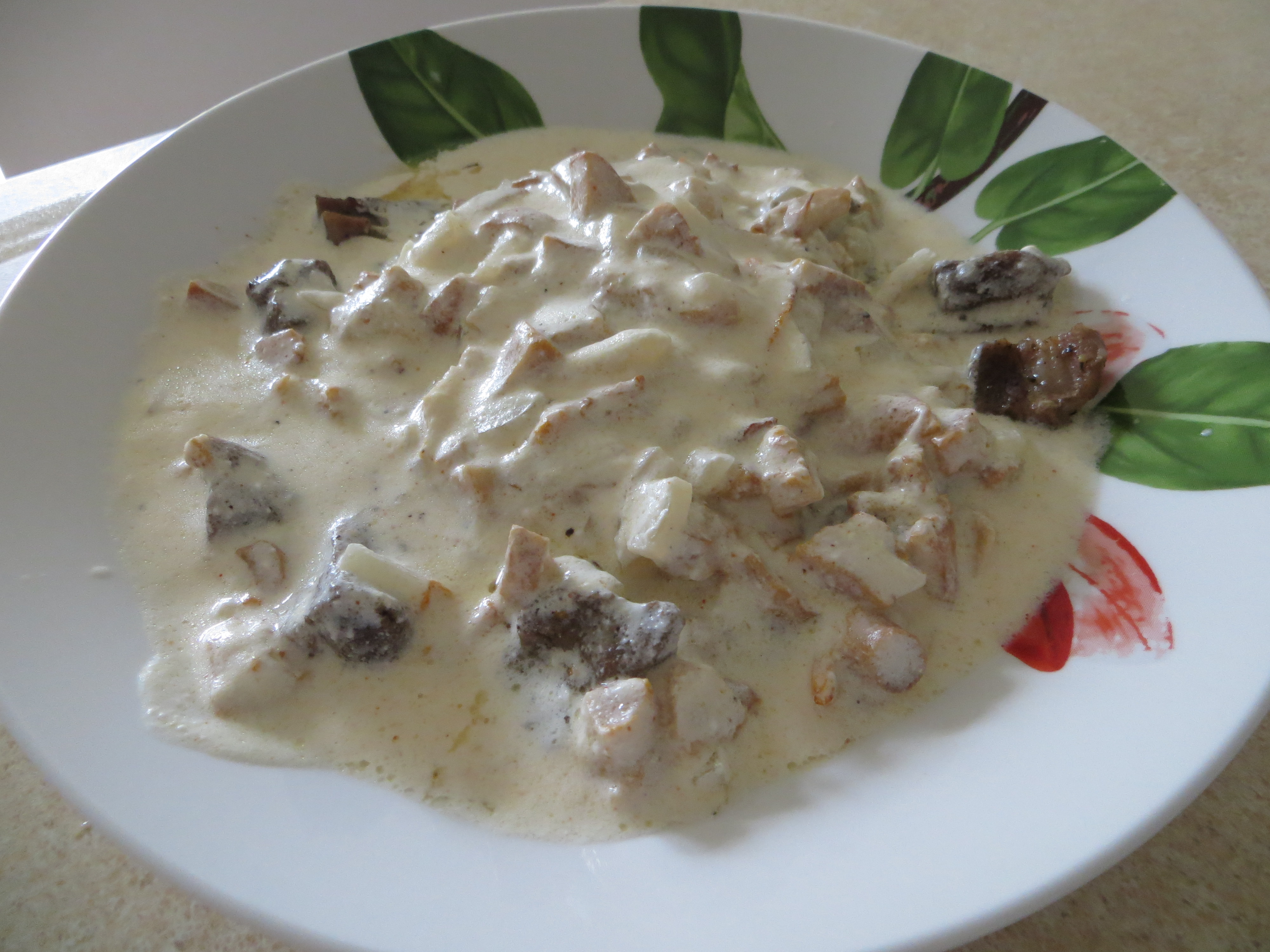
صلصة شانتيريل تقدم مع لحم خنزير مطهو على البخار
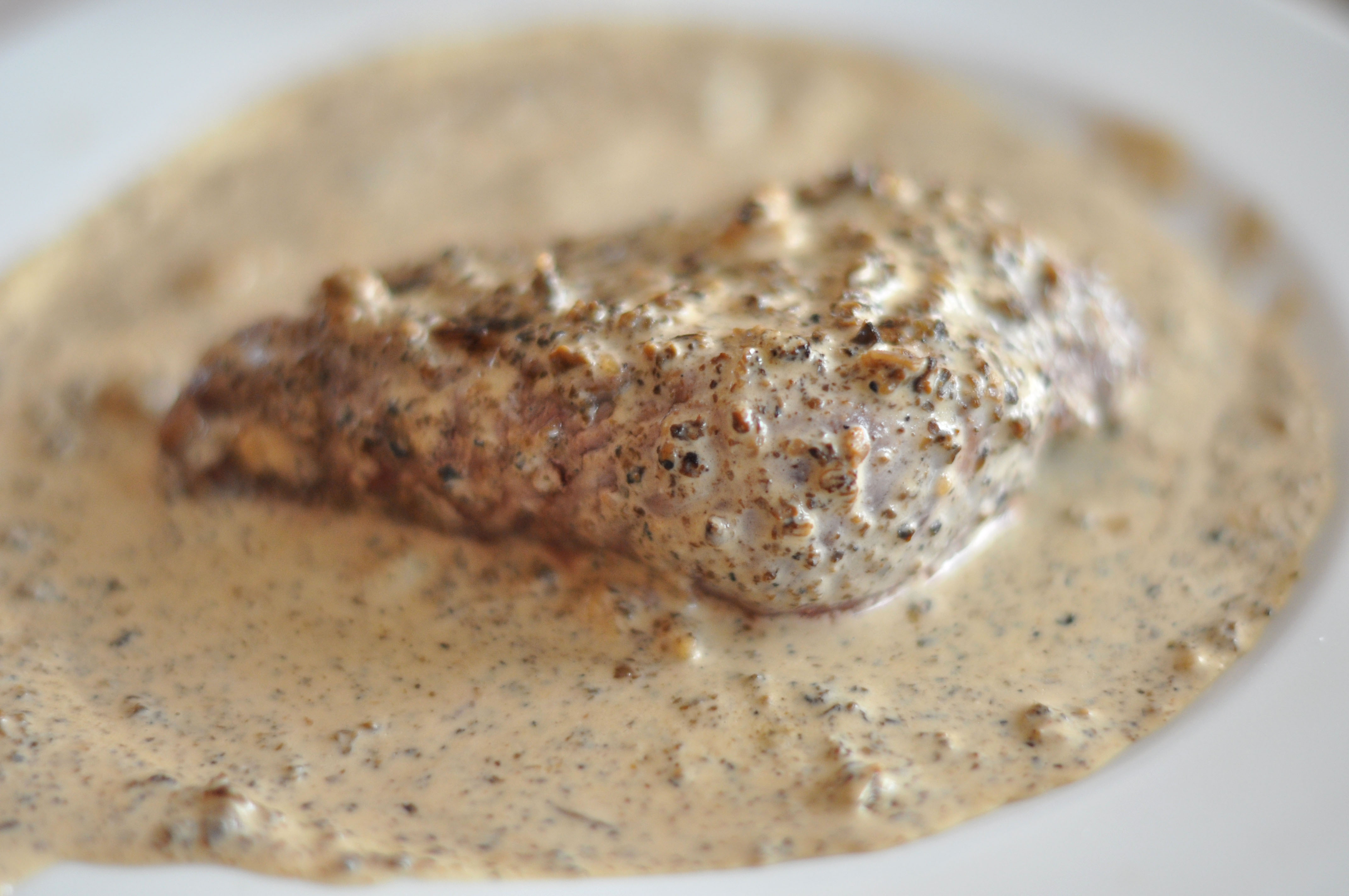
ندمر شريحة لحم في صلصة الفطر موريل